# Ole Käuper
Ole Käuper (Bréma, 1997. január 9. –) német utánpótlás-válogatott labdarúgó, jelenleg a Werder Bremen játékosa.

## Statisztika
2017. december 26. szerint.
| Klub             | Szezon   | Bajnokság | Bajnokság | Kupa  | Kupa | Nemzetközi | Nemzetközi | Összesen | Összesen |
| Klub             | Szezon   | Mérk.     | Gól       | Mérk. | Gól  | Mérk.      | Gól        | Mérk.    | Gól      |
| ---------------- | -------- | --------- | --------- | ----- | ---- | ---------- | ---------- | -------- | -------- |
| Werder Bremen II | 2015–16  | 16        | 0         | 0     | 0    | 0          | 0          | 16       | 0        |
| Werder Bremen II | 2016–17  | 22        | 0         | 0     | 0    | 0          | 0          | 22       | 0        |
| Werder Bremen II | 2017–18  | 19        | 4         | 0     | 0    | 0          | 0          | 19       | 4        |
| Werder Bremen II | Összesen | 57        | 4         | 0     | 0    | 0          | 0          | 57       | 4        |
| Werder Bremen    | 2017–18  | 1         | 0         | 0     | 0    | 0          | 0          | 1        | 0        |
| Werder Bremen    | Összesen | 1         | 0         | 0     | 0    | 0          | 0          | 1        | 0        |
| Összesen         | Összesen | 58        | 4         | 0     | 0    | 0          | 0          | 58       | 4        |